# 加賀邦男
加賀 邦男（かが くにお、1913年2月9日 - 2002年1月7日）は、日本の俳優。本名は亀山 邦雄（かめやま くにお）。
次男の亀山達也、三男の志賀勝も俳優として活動した。

## 来歴
東京府東京市日本橋区人形町（東京都中央区日本橋人形町）出身。慶應義塾普通部中退後、浅草の劇場・昭和座での役者修業を経て、1930年にスカウトで映画界入り。「舟波 邦之介」の芸名で新興キネマ京都撮影所『仇討太夫桜』でデビュー。時代劇の二枚目として活動した。「舟波 邦之佑」への改名を経て、1939年に「加賀 邦男」に改名。1940年に新興の東京撮影所に転籍し、現代劇を演じるようになる。後身の大映に所属したのち、終戦直前に退社。
戦後は京都に戻り、東横映画をへて東映に所属。時代劇を中心に、主に脇役・悪役として活動した。
2002年1月7日、肺炎のため死去（享年88）。

## 出演作品

### 映画
- 旅の研辰三百六十五日（1931年、帝国キネマ）
- 猿飛佐助（1933年、新興キネマ）
- 岩見重太郎（1937年、新興キネマ）
- 維新の曲（1942年、大映）
- 女のたたかひ（1943年、大映）
- 鉄路の薔薇（1949年、東宝）
- 獅子の罠（1950年、東横映画）
- 天狗の安（1951年、東映）
- 丹下左膳（1952年、松竹）
- 悪魔が来りて笛を吹く（1954年、東映）
- 三つ首塔（1956年、東映）
- 新諸国物語 七つの誓い（1957年、東映） - トルハン
- 水戸黄門（1957年、東映）
- 忠臣蔵 櫻花の巻・菊花の巻（1959年、東映） - 三村次郎左衛門
- 里見八犬伝（1959年、東映）- 金腕大輔（ゝ大法師）
- 風雲児 織田信長（1959年、東映）- 三浦備後守
- 壮烈新選組 幕末の動乱（1960年、東映） - 西郷吉之助
- 赤穂浪士（1961年、東映） - 赤埴源蔵
- 富士に立つ若武者（1961年、東映） - 鎌田次郎正家
- 宮本武蔵（1961年、東映）- 辻風典馬
- ひばり・チエミの弥次喜多道中（1962年、東映）- 地獄の熊吉
- 十七人の忍者（1963年、東映）
- 十三人の刺客（1963年、東映）
- 隠密剣士（1964年、東映）- 松平定信
  - 隠密剣士
  - 続・隠密剣士
- 大殺陣（1964年、東映）- 林甚兵衛
- 忍者狩り（1964年、東映）- 谷河内守
- 幕末残酷物語（1964年、東映）- 谷三十郎
- 徳川家康（1965年、東映）- 阿部大蔵
- 関東やくざ者（1965年、東映）
- 日本大侠客（1966年、東映）
- 網走番外地 悪への挑戦（1967年、東映）
- 日本暗黒史 情無用（1968年、東映）
- さくら盃 義兄弟（1969年、日活）
- 日本侠客伝 昇り龍（1970年、東映）
- 本陣殺人事件（1975年、ATG）
- 暴力金脈（1975年、東映）

### テレビドラマ
- 大岡政談
- 隠密剣士シリーズ（TBS / 宣弘社プロダクション） - 松平定信
  - 隠密剣士
    - 第8部「忍法まぼろし衆」第1話（1964年）
    - 第9部「傀儡忍法帖」第1話（1964年）

  - 新隠密剣士
    - 第2部「忍法薩摩秘帖」第13話（1965年）
    - 第3部「黒潮忍法帖」第1話（1965年）
- 竜馬がゆく （1965年、MBS）
- 新選組血風録 第13話「強襲十津川屋敷」（1965年、NET / 東映）
- 素浪人 月影兵庫（NET / 東映） 
  - 第1シリーズ 第5話「乙女心はふるえていた」（1965年） - 三原伝蔵
  - 第2シリーズ 第25話「忍びの者が待っていた」（1967年）
- 遊撃戦 第9話「十万元の戦い」（1966年、NTV / 東宝）
- 忍者ハットリくん (実写版) 第1話「ハットリくん来たる」（1966年、NET / 東映） - 隣のおやじ
- 新吾十番勝負 （1967年、TBS / 松竹テレビ室）
  - 第17話「江戸城の秘密」- 堀山城守
  - 第33話「くれない三度笠」- 原田修理
- 三匹の侍（CX）
  - 第4シリーズ 第24話「一匹狼」（1967年） - 竹本権之丞
  - 第5シリーズ 第23話「紙人形」（1968年） - やもりの源七
  - 第6シリーズ 第12話「土は哭いていた」（1968年） - 郡代
- 銭形平次（CX / 東映）
  - 第44話「江戸ッ子雛」（1967年） - 板倉帯刀
  - 第138話「女の賭け」（1968年） - 丸菱屋山左ヱ門
  - 第158話「獅子の舞」（1969年） - 仙造
  - 第192話「春の風来坊」（1970年） - 岩井丹波守
  - 第222話「老奉行失踪」（1970年）
  - 第259話「七年目の十手」（1971年）
  - 第602話「廻り舞台」（1977年）
  - 第789話「死罪を願う女」（1981年） - 仁平
  - 第845話「男やもめに花が咲く」（1983年） - 甚九郎
- 特別機動捜査隊（NET / 東映）
  - 第291話「豚と栄光」（1967年） - 望月
  - 第304話「私が悪かった」（1967年） - 重盛
  - 第356話「その母」（1968年） - 崎村
  - 第385話「ブルーボーイ」（1969年） - 岩岡
  - 第388話「空から来た男」（1969年） - 瀬良
  - 第401話「めぐり逢い」（1969年） - 宮田
  - 第441話「黒い破門状」（1970年） - 脇田
  - 第697話「輝く裸婦の画像」（1975年） - 生田
- 風 第23話「地獄の沙汰」（1968年、TBS / 松竹）
- 幕末姉妹（1968年、CX / NMC） - 肥前屋庄兵衛
- 桃太郎侍（尾上菊之助版）第22話「無実の罪」（1968年、日本テレビ）
- フラワーアクション009ノ1 第9話「縁結びトランプ仁義」（1969年、CX / 東映）
- あゝ忠臣蔵（1969年、KTV） - 大須賀次郎右衛門
- 素浪人 花山大吉 第65話「南の果てでもめていた」（1970年、NET / 東映） - 前島大三郎
- 鬼平犯科帳 第43話「うんぷてんぷ」(1970年、NET / 東宝) - 儀十
- 新三匹の侍 第7話「荒馬娘が吠える町」（1970年、CX / 松竹） - 金子典膳
- 大河ドラマ（NHK）
  - 樅ノ木は残った （1970年） - 稲葉美濃守
  - 花神 （1977年） - 灘亀親分
  - 太平記 （1991年） - 安達泰盛
- 男は度胸（1970年 - 1971年、NHK）
- 大忠臣蔵（1971年、NET） - 青山若狭守
- プレイガールシリーズ （12ch / 東映）
  - プレイガール
    - 第115話「朝ぼらけの情事」（1971年） - 車田
    - 第228話「怪談 美女の亡霊が欲情に燃えた」（1973年） - 中館
    - 第243話「恐怖の目撃者」（1973年） - 関根

  - プレイガールQ  第17話「女は裸で強くなる」（1975年） - 佐々山社長
- 人形佐七捕物帳 第15話「血染めの似顔絵」（1971年、NET / 東宝） - 茨木屋鵬斉
- 一心太助 第6話「白魚献上」（1971年、CX / 国際放映） - 瀬戸山米次郎
- 鬼平犯科帳
  - 第1シリーズ 第28話「縄張り」（1970年、NET / 東宝） - 羽沢の嘉兵衛 役
  - 第2シリーズ 第7話「夜狐」（1971年、NET / 東宝） - 近藤監物
- おらんだ左近事件帖 第19話「お江戸の恋の物語」（1972年、CX / 東宝） - 備前屋甚兵衛
- 忍法かげろう斬り 第15話「対決! 鷹対隼」（1972年、KTV / 東映） - 薄田民部
- 仮面ライダーV3 第1話「ライダー3号 その名はV3!」（1973年、MBS / 東映） - 風見達治
- 必殺シリーズ（ABC / 松竹）
  - 必殺仕掛人 第29話「罠に仕掛ける」（1973年） - 山城屋伝兵衛
  - 翔べ! 必殺うらごろし 第22話「死人が教えた金のありか」（1979年） - 盗賊・重兵ヱ
  - 必殺仕事人
    - 第46話「怨技 非業竹光刺し」（1980年） - 八雲源吾
    - 第70話「慕い技 神輿暴れ突き」（1980年） - 浅香屋宗兵衛

  - 必殺仕舞人 第12話「おちゃれ節 騙した男へ波しぶき -紀伊-」（1981年） - 岬屋磯吉
  - 必殺仕事人V・風雲竜虎編 第1話「謎の二枚目殺し屋登場!」（1987年） - 柳島の茂兵衛
- 江戸を斬る（TBS / C.A.L）
  - 江戸を斬る 梓右近隠密帳 第9話「決闘鍵屋の辻」（1973年） - 渡辺靭負
  - 江戸を斬るIV 第8話「辻斬りは北辰一刀流」（1979年）- 喜多村孫兵衛
  - 江戸を斬るVI 第1話「捕物小町初手柄」（1981年）- 戸田山城守忠温
- 太陽にほえろ!（NTV / 東宝）
  - 第59話「生命の代償」（1973年） - 中光商事常務
  - 第86話「勇気ある賭け」（1974年） - 国立衛生試験所・博士
- 非情のライセンス（NET / 東映）
  - 第1シリーズ
    - 第12話「兇悪の空」（1973年） - 佐田
    - 第32話「兇悪の指」（1973年） - 入倉工作機械開発部長

  - 第2シリーズ
    - 第4話「兇悪の火」（1974年） - 尾山
    - 第58話「兇悪の雨に濡れて」（1975年） - 菱田
    - 第86話「兇悪の流転」（1976年） - 岩崎
- 水戸黄門（TBS / C.A.L）
  - 第4部 第25話「狙われた弥七 -仙台-」（1973年7月9日） - 大沢靫負
  - 第5部 第18話「身がわり花嫁 -宇和島-」（1974年8月5日） - 城代家老
  - 第9部 - 三木仁兵衛
    - 第1話「北国への旅立ち -水戸-」（1978年8月7日）
    - 第27話「三国一の嫁騒動 -水戸-」（1979年2月5日）

  - 第10部
    - 第14話「鬼が盗んだ運上金 -草津-」（1979年11月12日） - 伊兵衛
    - 第21話「じゃじゃ馬娘はお医者様 -岩村-」（1980年1月7日） - 山村瀬兵衛

  - 第12部
    - 第3話「黄門様の盗っ人仁義 -府中-」（1981年9月14日） - 高山甚左衛門
    - 第9話「闇に閃く白頭巾 -膳所-」（1981年10月26日） - 守山修理

  - 第13部 第1話「天下を狙う忍びの罠 -水戸・江戸-」（1982年10月18日） - 大久保加賀守
  - 第14部 第31話「天下の怪盗 葵の光右衛門 -大坂-」（1984年5月28日） - 土岐伊予守
  - 第18部
    - 第4話「花嫁衣装の秘密 -小山-」（1988年10月3日） - 安左衛門
    - 第23話「夢芝居!? 八兵衛の若旦那 -京-」（1989年2月20日） - 菊亭左大臣

  - 第19部 第16話「鬼が巣喰う金の山 -佐渡-」（1990年1月15日） - 松谷弘安
  - 第20部
    - 第8話「情け紡いだ西陣織 -京-」（1990年12月24日） - 内藤大和守
    - 第14話「湯煙り義侠の助太刀 -松山-」（1991年2月11日） - 加賀見外記
    - 第30話「刀鍛冶の仇討ち悲願 -岡山-」（1991年6月3日）- 石黒惣右衛門
    - 第46話「印籠盗んだ女掏摸 -会津-」（1991年9月23日）- 友松伊右衛門

  - 第21部
    - 第6話「秘伝運んだ孫娘 -浜田-」（1992年5月11日） - 笠井勘解由
    - 第21話「身ぐるみ剥がれた黄門様 -伊丹-」（1992年8月24日） - 古着屋

  - 第22部 - 杉ノ坊叨斉
    - 第1話「水戸黄門 -水戸-」（1993年5月17日）
    - 第10話「暗雲晴れた和歌山城 -和歌山-」（1993年7月19日）
- おしどり右京捕物車 第20話「怨（うらむ）」（1974年、ABC / 松竹） - 吉野屋
- 右門捕物帖 第28話「くらやみ河岸」（1974年、NET / 東映）
- 傷だらけの天使 第13話「可愛い女に愛の別れを」（1974年、NTV / 東宝） - 犬山社長
- 大江戸捜査網（12ch / 三船プロ）
  - 第82話「凧に恋風江戸の空」（1972年） - 安永主水
  - 第125話「仇討ち無情」（1974年） - 北川
  - 第214話「闇に泣く人肌観音」（1975年）- 江戸屋
  - 第256話「明日なき命の代償」（1976年）- 金森伊勢
  - 第334話「むすめ隠密涙の旅立ち」（1978年）- 大山左内
  - 第358話「嘘八百に賭けた夢」（1978年） - 藤倉頼母
  - 第387話「白頭巾参上辻斬り大追跡」（1979年） - 細川軍太夫
  - 第403話「怪奇 生きていた死美人」（1979年） - 小田島民部
  - 第434話「五七五に賭けた恋情け」（1980年） - 大久保
- 剣と風と子守唄 第12話「殿様暗殺の日」（1975年、NTV / 三船プロ） - 脇坂守重
- 子連れ狼 （NTV / ユニオン映画）
  - 第2部 第23話「生前香典」（1974年）- 引地作左衛門
  - 第3部 第13話「胸底の月」（1976年）- 相模源衛門
- 遠山の金さん 杉良太郎版（NET/東映）
  - 第35話「紋十郎 惚れて候」（1976年）-阿波屋
  - 第91話「初恋に散った女」（1977年）-口入屋 山崎屋藤兵衛
- 桃太郎侍（NTV / 東映）
  - 第57話「達磨と鬼神がやって来た!」（1977年）- 本多伊賀守
  - 第114話「タヌ助がかかった恋の罠」（1978年） - 青柳出羽守
  - 第135話「妖しの花を咲かせる女」（1979年） - 竹中藩留守居役
  - 第220話「追い出せ! 長屋のお邪魔虫」（1981年） - 山形屋六左衛門
- 破れ奉行 第25話「闇に消えた三億両」（1977年、テレビ朝日/中村プロ） - 田島越前守
- 伝七捕物帳 第151話「売られた恩の落し穴」（1977年、NTV） - 熊五郎
- 暴れん坊将軍（ANB / 東映）
  - 吉宗評判記 暴れん坊将軍
    - 第4話「遙かなる遠き日の母」（1978年） - 黒江太十郎
    - 第23話「怒れ!! 魚河岸野郎」（1978年） - 岩見彦左衛門
    - 第112話「誇り高きカモ侍」（1980年） - 富士見屋吉兵衛
    - 第143話「俺は天下の鼻つまみ」（1981年） -美濃屋清兵衛
    - 第167話「提灯侍一番勝負!」(1981年） - 浪速屋久兵衛
    - 第193話「名もなく貧しき母子草」（1982年）- 天満屋久兵衛

  - 暴れん坊将軍II
    - 第13話「修羅場に咲いた隠れ妻」（1983年） - 堺屋伝兵衛
    - 第76話「才蔵覚悟! 死者からの挑戦」（1984年） - 高木太左衛門
- 柳生一族の陰謀 （1979年、KTV / 東映） - 土井大炊頭
  - 第18話「沈丁花は殺しの匂い」
  - 第34話「やわ肌の秘密」
- 破れ新九郎 第24話「六十二万石の鯉騒動」（1979年、ANB / 中村プロ） - 乾弾正
- 長七郎天下ご免! （NTV / ユニオン映画）
  - 第45話「誰がための花かんざし」（1980年）- 相模屋甚右衛門
  - 第60話「紅蓮の海に故郷（くに）を見た!」（1981年）- 叶屋辰造
  - 第109話「輝け!炭団（たどん）の嫁御寮」（1982年）- 福田屋弥兵衛
- 江戸の牙 第24話「栄光なにするものぞ」（1980年、ANB / 三船プロ） - 近江屋与右衛門
- そば屋梅吉捕物帳 第26話「江戸で一番いい男」（1980年、12ch / 国際放映） - 越前屋
- 斬り捨て御免! 第2シリーズ ぬ9話「女渡り鳥凶状旅」（1981年、TX / 歌舞伎座テレビ） - 巴屋宗右衛門
- ザ・ハングマン 第41話「パリから来た殺し屋」（1981年、ABC / 松竹芸能） - 光崎和夫
- 源九郎旅日記 葵の暴れん坊 第35話「荒海に哭く恋人形」（1983年、ANB / 東映） - 沼田兵庫
- 松平右近事件帳 第49話「忍びや哀れ」（1983年、NTV / ユニオン映画） - 本多和泉守
- 長七郎江戸日記 第1シリーズ （テレビ朝日）
  - SP1「海を渡る五十万両」（1984年）- 尾張大納言義直
  - 第40話「望郷」（1984年）- 阿部対馬守
  - 第67話「くの一化粧」（1985年）- 紀州大納言頼宣
- 大岡越前（TBS / C.A.L）
  - 第10部 第7話「島抜けが狙った女」（1988年4月11日） - 源助
  - 第11部 第20話「見合いの相手は殺人鬼」（1990年9月3日）
  - 第12部 第8話「探す娘の胸に痣」（1991年12月2日） - 老爺
- 翔んでる!平賀源内 第11話「瞼の父は盗賊か？」（1989年7月17日） - 旅籠の主人
- 名奉行 遠山の金さん 第5シリーズ 第20話「狙われた遠山奉行」（1993年、ANB / 東映） - 神崎周蔵

　など

### 演劇
- 宮本武蔵